# Номинальный держатель ценных бумаг
Номинальный держатель ценных бумаг — депозитарий, на лицевом счете (счете депо) которого учитываются права на ценные бумаги, принадлежащие другим лицам. Понятие номинального держателя введено федеральным законом «О рынке ценных бумаг» (статья 8.3). Он представляет собой лицо, которое держит ценные бумаги от своего имени и по поручению другого лица, но не является их собственником.
В широком смысле под номинальным держателем понимается не только организация, определенная российским законодательством, но и иностранные номинальные держатели и иностранные организации, имеющие право в соответствии с их личным законом осуществлять учет и переход прав на ценные бумаги.

## Экономическое обоснование
Смысл номинального держания заключается в представительстве интересов владельцев ценных бумаг, то есть инвесторов. Причиной появления номинального держания является защита интересов инвесторов от ошибок или других проблем, которые могут возникнуть при прямом учете регистраторами или эмитентами прав на ценные бумаги.  
Номинальный держатель обеспечивает профессиональное обслуживание инвесторов. Номинальными держателями второго уровня предоставляются некоторые оперативные и более дешевые услуги. В частности, регистрация перехода прав собственности в течение одного дня и низкая фиксированная плата, которая в случае реестродержателя, как правило, зависит от суммы сделки. 

## Сохранение конфиденциальности
Благодаря схеме номинального держания в реестре акционеров будет указан не фактический владелец, а номинальный держатель ценных бумаг. В ряде случаев номинальным держателем в реестре акционеров может выступать только центральный депозитарий, которым в России является НКО ЗАО «Национальный расчётный депозитарий», относящийся к группе компании «Московская Биржа». НКО ЗАО «НРД» работает как депозитарий с организациями, которые осуществляют профессиональную деятельность на рынке ценных бумаг и имеют лицензии. В частности, НРД открывает депозитариям счета номинального держателя. Владелец ценных бумаг может открыть счёт в депозитарии «Х». Ценные бумаги будут находиться под двойным номинальным держанием. В результате ни реестродержатель, ни первичный номинальный держатель, на счетах которого будут учитывать ценные бумаги в реестре, не будут знать фактического владельца.

## Взаимоотношения между владельцем ценных бумаг и номинальным держателем
Номинальное держание формализуется через договор между владельцем ценной бумаги и его поверенным. Форма договора может различаться, однако по юридической природе он ближе всего к агентскому договору. Договор о номинальном держании основан на принципах комиссии, поскольку агент (номинальный держатель) может осуществлять действия в интересах и за счет клиента. Договор о номинальном держании содержит положения о представительстве интересов владельца ценных бумаг у эмитента через делегирование номинальному держателю прав и полномочий владельца. Номинальный держатель может совершать действия, связанные с реализацией прав его клиентов, без доверенности, согласно их указаниям или инструкциям. Переход прав на ценные бумаги между депонентами одного и того же номинального держателя не отражается на его лицевом счете или счете депо номинального держателя.

## Центральный депозитарий как номинальный держатель
В случаях, предусмотренных законодательством, номинальным держателем в реестре может быть только центральный депозитарий. Он может открывать счета депо номинального держателя другим депозитариям. В частности, в России центральный депозитарий открывает счета депо иностранного номинального держателя организациям, включенным в перечень, утвержденный Банком России. Они могут быть международными централизованными системами учета прав на ценные бумаги и (или) расчетов по ценным бумагам, а также иностранными центральными депозитариями или клиринговыми домами. Например, Depository Trust and Clearing Corporation, Euroclear Bank или Clearstream Banking.

## Номинальные держатели в России
На 2017 год в России числится 363 депозитария, каждый из которых может выступать номинальным держателем.